# Três Nações do Pacífico
O torneio das Três Nações do Pacífico (em inglês: Pacific Tri-Nations) foi uma competição de rugby union disputada pelas seleções de Fiji, Samoa e Tonga. Organizado pela primeira vez em 1982, foi realizado até 2006 quando foi substituído pelo torneio 5 Nações do Pacífico, atual Pacific Nations Cup.